# Ardisia cartagoana
Ardisia cartagoana är en viveväxtart som beskrevs av C.L. Lundell. Ardisia cartagoana ingår i släktet Ardisia och familjen viveväxter. Inga underarter finns listade i Catalogue of Life.